# Планерная улица (Москва)
Пла́нерная улица (также существует традиционная норма «Планёрная улица») — улица в районе Северное Тушино Северо-Западного административного округа Москвы.

## Описание
Преимущественно прямая улица длиной приблизительно 1,6 километра. Располагается от улицы Героев Панфиловцев до улицы Свободы. Посреди улицы напротив северного вестибюля станции метро «Планерная» расположен транспортно-пересадочный узел «Планерная». В октябре 2024 года по чётной стороне улицы обустроили выделенную полосу для общественного транспорта, следующего в Куркино и Химки.

## Этимология названия
Проложена в 1965 году на бывшем Захарковском аэродроме полярной авиации. Своё название получила в честь спортсменов-планеристов из Центрального аэроклуба имени Чкалова.
Вместо названия «Пла́нерная улица» также существует традиционная норма названия — «Планёрная улица». Некоторые источники утверждают, что ударение в названии станции метро и улицы падает на букву «ё» — «Планёрная».
Однако официальный «Справочник улиц Москвы» затрудняется проставить ударение. В вагонах метро и автобусах города ударение всегда ставится на а — Планерная. Большинство жителей Москвы также предпочитает этот вариант. Причина этого несоответствия в том, что название изначально произошло от слова планер, общепринятой нормой для которого раньше[когда?] было планёр, но затем[когда?] тенденция в постановке ударения изменилась на пла́нер. Сейчас оба возможных варианта произношения считаются употребимыми.